# Wiesław Perlikowski
Wiesław Perlikowski ps. „Orlik” (ur. 26 lutego 1927 w Warszawie, zm. 18 maja 1944 tamże) –  harcerz Szarych Szeregów, dowódca drużyny hufca Bojowych Szkół Szarych Szeregów na Ochocie

## Życiorys
W 1941 roku wstąpił do Szarych Szeregów. Najpierw służył w drużynie "Leny" Danuty Boleszyc-Rudnickiej Kaczyńskiej, natomiast do jesieni 1943 roku w drużynie OC 300 (kryptonim hufca Bojowych Szkół na Ochocie to litery "OC"). Wkrótce został dowódcą drużyny OC 100. 
Dużo czasu poświęcał na doskonalenie drużyny, jednocześnie będąc wymagającym dowódcą. Był wyróżniającym się wykonawcą prac wawerskich. Dowodził akcjom przeciwko kinom, wykonał duży napis o treści "POLSKA ŻYJE" lakierem asfaltowym na nieistniejącym budynku poczty dworcowej w Alejach Jerozolimskich. Mimo młodego wieku, w maju 1944 roku uzyskał przydział do Grup Szturmowych.   
18 maja 1944 roku został zatrzymany przez Werkschutza na rogu Alej Jerozolimskich i Nowego Światu. Mając przy sobie 3 rożne pistolety udało mu się zastrzelić Werkschutza i uciec Alejami Jerozolimskimi. Ukrył się w ruinach domu Krucza-Nowogrodzka skąd przemieścił się na podwórze domu na ulicy Kruczej 46, gdzie bronił się przed kilkudziesięcioma żandarmami i żołnierzami. Po wyczerpaniu amunicji skoczył z 3 piętra zabijając się na miejscu. Ciało zostało przewiezione do Medycyny Sądowej, następnie wykupione z prosektorium i pochowane na Cmentarzu Bródnowskim (kw. 41 DV13).

## Odznaczenia

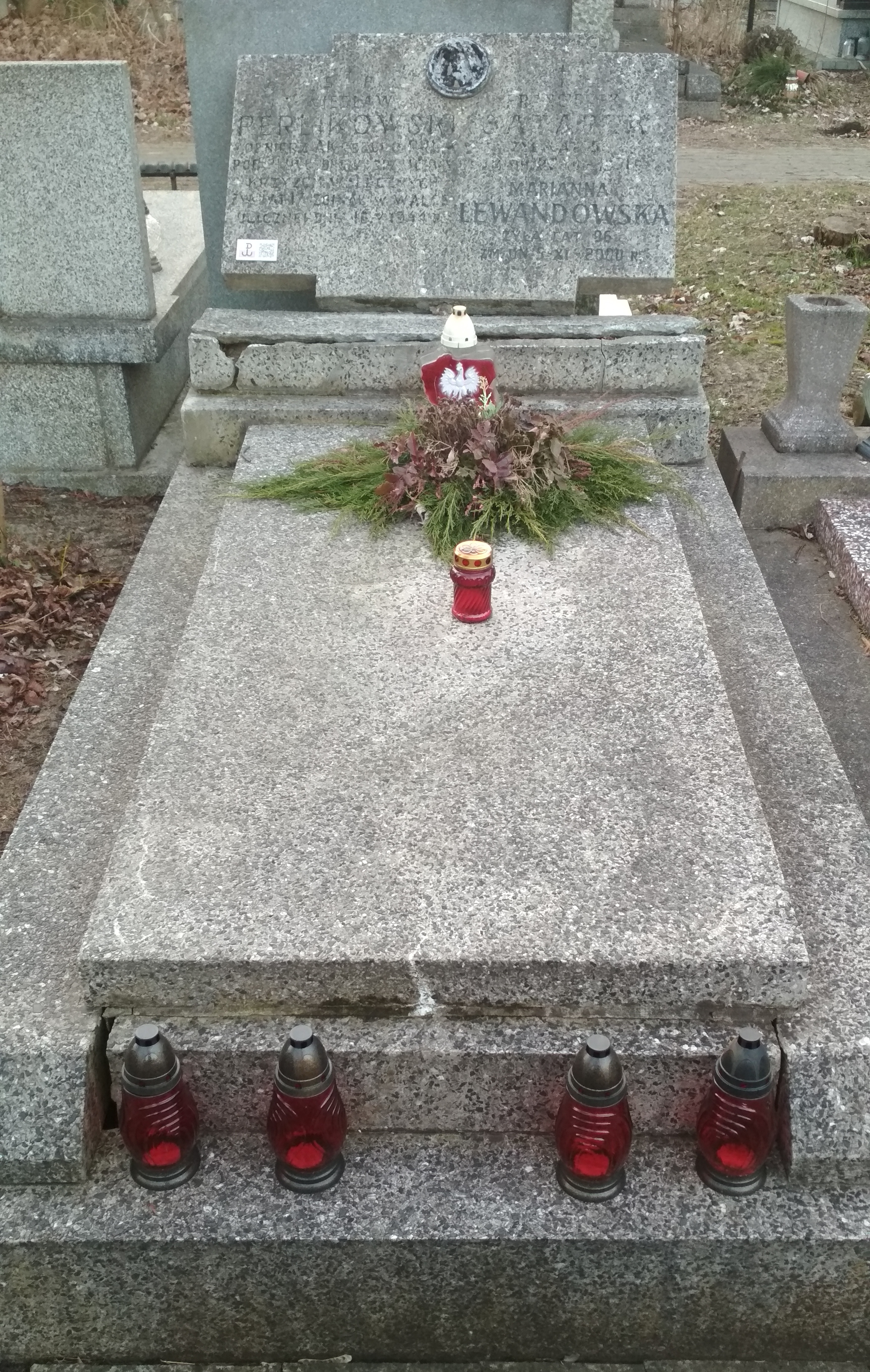
Grób Wiesława Perlikowskiego na Cmentarzu Bródnowskim

Został pośmiertnie odznaczony „Krzyżem Walecznych”.

## Upamiętnienie
Po śmierci został patronem 2 plutonu, 3 kompanii batalionu „Zośka", dowodzonego przez Iwo Rygla. Pluton ten brał udział w boju pod Pęcicami 2 sierpnia 1944 roku. 
Co roku, w rocznicę śmierci "Orlika" 18 maja, pod tablicą poświęconą Wiesławowi Perlikowskiemu znajdującą się na rogu ulic Nowogrodzkiej i Kruczej, spotykają się koledzy i koleżanki ze Środowiska IV Obwodu AK Ochota, by uczcić bohaterskiego dowódcę. 